# II./Trägergruppe 186
Il II./Trägergruppe 186 (II./Tr.Gr 186 - 186º gruppo imbarcato caccia, noto anche come II./JG 186), fu un reparto aereo della Luftwaffe, l'aeronautica militare tedesca, attivo dal 1938 al 1940, destinato all'imbarco sulla portaerei Graf Zeppelin. Il reparto operò principalmente con il Messerschmitt Bf 109 in varie versioni.

## Storia
Il II./Trägergruppe 186 (Gruppo imbarcato 186) fu creato il 1 novembre 1938 a Kiel-Holtenau, come gruppo misto da bombardamento e caccia destinato a costituire la componente imbarcata della portaerei Graf Zeppelin allora in costruzioni presso i cantieri navali di Kiel.
Il gruppo era destinato a ricevere le versioni dello Stuka e del Me 109  appositamente modificate per l'utilizzo come velivoli imbarcati: ganci di appontaggio e carrelli d'atterraggio sganciabili e ali ripiegabili per lo Stuka (la versione imbarcata fu denominata Ju 87C-1), ali allungate e ganci d'appontaggio per il Bf 109T, la versione imbarcata del Messerschmitt Bf 109E.
A causa dei ritardi nello sviluppo della versione imbarcata del Messerschmitt 109, la 6 staffel che componeva inizialmente il II./Trägergruppe 186, fu inizialmente equipaggiata con modelli più datati (Bf 109B Bertha Bf 109D Dora).
Più in dettaglio, lo II./Tr.Gr. 186 fu composto inizialmente dalle staffeln 4.(Stuka)/186 dotata di Ju87 B e 6.(Jagd)/186 con Bf 109B, trasferiti dalla 4./JG 136.
Il comandante della 6./186 fu l'Hauptmann Heinrich Seelinger, un ufficiale di Marina, come provenienti dalla Kriegsmarine erano tutti gli altri piloti della squadriglia, che ne continuavano a mantenere i gradi (Bootsmann, Oberbootsmann). Gli aviatori si addestravano su un simulacro di ponte d'atterraggio a Travemünde.
Il 15 giugno 1939, grazie all'afflusso di nuovo personale, fu costituita la staffel 5./186 al comando dell'Oberleutnant G. Kadow, mentre lo Stab II./186 venne formato il 10 settembre 1939.
Le tre squadriglie parteciparono alla Campagna di Polonia. La 5./186 disponeva di 12 Bf 109B, mentre la 6./196 era equipaggiata con una dozzina di Bf 109E. 
Dopo una trentina di missioni, il II./186 rientrò a Kiel il 6 settembre. I Bf 109E del gruppo furono dislocati ad Hage nella bassa Sassonia con il compito di sorvegliare la Baia di Helgoland, agli ordine dello Stab/JG 1 di Schumacher.
Il 10 settembre la 4./Tr.Gr 186 diventa la 3./Tr.Gr. 186 e la 1./Tr.Gr. 186 da bombardamento si separa definitivamente ed una nuova squadriglia di caccia la 4./Tr.Gr. 186 fu costituita agli ordini dell'Hauptmann Werner Restemeyer.
I primi mesi di guerra vedono il Gruppo impegnato in pattuglie su Mare del Nord, decollando dalle le basi di Jever e Nordholz.
Il 25 settembre la costruzione della Graf Zeppelin è sospesa sine die e le unità destinate all'imbarco, diventano normali squadriglie terrestri.
Problemi organizzativi impediscono al II./Tr.Gr. 186 di partecipare alla Battaglia della Baia di Helgoland. La propaganda tedesca giustificherà questa passività diffondendo la notizia che il Gruppo era stato tenuto come unità di riserva.
Nei mesi successivi, il II./Tr.Gr. 186 lascia i suoi Bertha'per i nuovi Bf 109E continuando le missioni di pattugliamento nel Mare del Nord, nel freddo inverno 1939-1940. I risultati tardano ad arrivare ma, finalmente, la pazienza dei piloti è ricompensata il 27 febbraio 1940 quando l'Oberleutnant Jahnny registra la prima vittoria del gruppo abbattendo un Blenheim del No. 82 squadron della RAF al largo delle isole Frisone.
Per compensare il trasferimento di piloti verso altri gruppi di caccia, il II./Tr.Gr. 186 riceve personale del disciolto 2./JGr. 101. In questo periodo la Luftwaffe sta procedendo ad una completa riorganizzazione della sua struttura, con lo scioglimento delle unità più piccole. Il 15 marzo 1941, la II./Tr.Gr. 186 si trasferisce a Wangerooge. Dispone ora di 39 Bf 109E.
il 5 maggio gli Unteroffizier Reinhold Schemetzer e Herbert Hohne rivendicano un Blenheim ciascuno al largo dell'isola di Terschelling.
Il giorno successivo, gli Oberleutnant Peter Emmerich e Leutnant Hans-Wilhelm Schopper sempre della 5./Tr.Gr. 186 rivendicano rispettivamente un Wellington ed un Blenheim. Si tratta probabilmente di due Beaufort del No. 22 squadron, uno effettivamente abbattuto, l'altro danneggiato e distrutto durante l'atterraggio..
Il 10 maggio 1940, dalla sua posizione nelle isole Frisone, il II./Tr.Gr. 186 partecipa all'invasione dei Paesi Bassi a fianco dei gruppi I e III./JG 26, I.,II. e III. dello JG 51 e dei Bf 110 dei gruppi I. e II./ZG 26.
Durante l'attacco all'aeroporto di De Kooy, di scorta ai Bf 110 dello ZG 26, i Bf 109E dello II./Tr.Gr. 186 si scontrano con i Fokker D.XXI della 1ste Ja.VA (Jachtvliegtuigafdeling) dell'aeronautica militare olandese (Luchtvaartafdeeling).
I piloti dello II./186 rivendicheranno l'abbattimento di otto Fokker. La 5./186 perderà il suo comandante, l'Oberleutnant Dietrich Robitzsch, abbattuto sull'aeroporto De Kooy e fatto prigioniero e l'Uffz Wilhlem Rudolf il cui Me 109E si schianta in prossimità di dell'aeroporto di Den Helder.
L'11 maggio il gruppo si scontra con la RAF, con l'abbattimento di un Blenheim, a prezzo della perdita dell'Unteroffizier Werner Haase, della staffel 6./16, vittima della contraerea e catturato.
Il giorno successivo ancora due nuove vittorie: un Fokker C.V olandese ed un Lockheed Hudson.
Il 18 maggio è la volta del Feldwebel Reinhold Schmetzer che abbatte un altro Hudson a nord di Norderney.
il 19 maggio la 6./Tr.Gr.186 si riposiziona a Wangerooge e l'Oberleutnant Hans-Herbert Wulff rivendica la sua prima vittoria, un Hudson nei pressi di Helgoland.
Il 24 maggio, il reparto, alle dipendenze dello JG 51, è dislocato a Deurne (Anversa) impegnato nella scorta ai bombardieri che attaccano le forze inglesi in ritirata a Dunkerque. 
Il 2 giugno il gruppo lascia le sue basi in Belgio e torna a Jever.
Con la conclusione della Battaglia di Francia, il 3 giugno 1940 il II./Tr.Gr. 186 si riposiziona ad Aalborg per affiancare lo JG 77 nella difesa della Norvegia, dove l'esperienza dei suoi piloti abituati a volare sul mare, può rivelarsi utile.
Le missioni di sorveglianza delle coste norvegesi furono frequenti e gli incidenti rari. Il giorno 11 giugno, la 6 staffel viene inviata a Værnes a protezione della Scharnhorst che stazionava nel fiordo di Trondheim.
Durante il periodo norvegese, il reparto rivendicò una sola vittoria, il 21 giugno, quando l'Oberleutnant Hans Schopper riuscì ad abbattere uno Sunderland al largo delle coste norvegesi. Comunque, Il II./Tr.Gr.186 come reparto autonomo ha oramai i giorni contati.
Il 25 giugno, la staffel 4./186 lascia la Norvegia per Ostheim (Colonia) formando la 3./Erp.Gr.210. Questa unità, equipaggiata con Bf-109E-4/B (versione cacciabombardiere del Me 109E) parteciperà alla Battaglia d'Inghilterra.
Il 7 luglio, ciò che resta del II./Tr.Gr. 186 confluisce nello JG 77 per costituire il III./JG 77.

## Comandanti
| grado | Nome              | periodo                           |
| ----- | ----------------- | --------------------------------- |
| Maj   | Walter Hagen      | 15 settembre 1939                 |
| Maj   | Heinrich Seeliger | 15 settembre 1939 - 5 luglio 1940 |

## Basi utilizzate
| Periodo                              | Base             | aeromobile |
| ------------------------------------ | ---------------- | ---------- |
| 1 novembre 1938 - 22 agosto 1938     | Kiel-Holtenau    | Bf 109B    |
| 22 agosto 1938 - 3 settembre 1939    | Brüsterort       | Bf 109B    |
| 3 settembre 1939 - 6 settembre 1939  | Gutenfeld        | Bf 109B    |
| 6 settembre 1939 - 6 settembre 1939  | Kiel-Holtenau    | Bf 109B    |
| 6 settembre 1939 - 21 settembre 1939 | Hage             | Bf 109B/E  |
| 21 settembre 1939 - 8 novembre 1939  | Jever            | Bf 109E    |
| 8 novembre 1939 - 15 marzo 1940      | Nordholz         | Bf 109E    |
| 15 marzo 1940 - 24 maggio 1940       | Wangerooge       | Bf 109E    |
| 24 maggio 1940 - 2 giugno 1940       | Deurne (Anversa) | Bf 109E    |
| 2 giugno 1940 - 3 giugno 1940        | Jever            | Bf 109E    |
| 3 giugno 1940 - 4 giugno 1940        | Oslo-Fornebu     | Bf 109E    |
| 4 giugno 1940 - 11 giugno 1940       | Gardermoen       | Bf 109E    |
| 11 giugno 1940 - 5 luglio 1940       | Trondheim        | Bf 109E    |

## Vittorie rivendicate
| Data       | Pilota          | Velivolo nemico |
| ---------- | --------------- | --------------- |
| 27/02/1040 | Oblt Jahnny     | Blenheim        |
| 05/05/1940 | Ufz Schmetzer   | Blenheim        |
| 05/05/1940 | Ufz Höhne       | Blenheim        |
| 06/05/1940 | Oblt Emmerich   | Wellington      |
| 06/05/1940 | Lt Schopper     | Blenheim        |
| 10.05.1940 | Ofw Ubben       | Fokker D.XXI    |
|            | Ufz Höhne       | Fokker D.XXI    |
|            | Ufz Höhne       | Fokker D.XXI    |
|            | Lt Schopper     | Fokker D.XXI    |
|            | Ufz Schmetzer   | Fokker D.XXI    |
|            | Fw Riel         | Fokker D.XXI    |
|            | Oblt Emmerich   | Fokker D.XXI    |
|            | Vittoria comune | Fokker D.XXI    |
| 11/05/1940 | Oblt Schmidt    | Blenheim        |
| 12/05/1940 | Oblt Emmerich   | Fokker C.V      |
|            | Oblt Weber      | Hudson          |
| 24/05/1940 | Oblt Emmerich   | Blenheim        |
| 31/05/1940 | Oblt Huy        | Spitfire        |
| 21/06/1940 | Lt Schopper     | Sunderland      |

## Lista degli aerei utilizzati dalla
- Messerschmitt Bf 109 B
- Junkers Ju 87 B
- Messerschmitt Bf 109 E